# Dead Calm
Dead Calm (bra: Terror a Bordo; prt: Calma de Morte) é um filme australiano de 1989, do gênero suspense psicológico de 1989, dirigido por Phillip Noyce e estrelado por Sam Neill, Nicole Kidman e Billy Zane. O roteiro de Terry Hayes foi baseado no romance de mesmo nome de 1963, de Charles Williams; o filme representa a primeira adaptação bem-sucedida do romance, depois que Orson Welles lutou por anos para concluir seu próprio filme, The Deep. Filmado em torno da Grande Barreira de Corais, o enredo se concentra em um casal que, após a trágica perda de seu filho, passa algum tempo isolado no mar, quando se deparam com um estranho que abandonou um navio naufragado.
O filme foi um dos projetos finais em que Nicole Kidman trabalhou em seu país natal, a Austrália, antes de alcançar o sucesso nos Estados Unidos com Days of Thunder dos anos 90. Dead Calm foi geralmente bem recebido, com elogios críticos às performances de Neill, Kidman e Zane e à cinematografia oceânica, embora alguns críticos tenham criticado os elementos do roteiro por serem sensacionais demais e o final do filme (uma refilmagem feita a pedido da Warner Bros. para forneça uma resolução menos ambígua para um dos personagens) por ser muito exagerado. Os críticos modernos tendem a avaliá-lo ainda mais favoravelmente, com o The New York Times chamando-o de um dos 1000 melhores filmes já feitos.

## Sinopse
Rae Ingram (Nicole Kidman) está envolvida em um acidente de carro que resulta na morte de seu filho. Seu marido mais velho, o oficial da Marinha Real Australiana John Ingram (Sam Neill), sugere que eles saiam para umas férias sozinhos em seu iate. No meio do Pacífico, eles encontram um barco à deriva que parece estar pegando água. Um homem, Hughie Warriner (Billy Zane), vai até o barco dos Ingrams em busca de ajuda. Ele afirma que seu barco está afundando e que todos os seus companheiros morreram de intoxicação alimentar.
Desconfiado da história de Hughie, John rema para o outro navio, deixando Rae sozinho com Hughie. Lá dentro, John descobre os corpos mutilados dos outros passageiros e imagens de vídeo indicando que Hughie pode tê-los assassinado em uma façanha de violência extraordinária. John corre de volta para o seu próprio barco, mas é tarde demais quando Hughie acorda, nocauteia Rae e navega no iate, deixando John para trás.
Enquanto John tenta impedir que o navio de Hughie afunde e os alcance, Rae acorda e tenta convencer Hughie a voltar para o marido. Hughie nega seu pedido e continua navegando, alternando entre bondade e ataques de raiva. John consegue falar com a esposa no rádio, mas os danos causados pela água o tornam incapaz de responder, exceto os cliques no receptor de rádio do barco. Ele pode responder apenas sim ou não às perguntas dela. John garante a ela que ele está seguindo por perto. Rae tenta parar o iate desligando o motor e jogando as chaves ao mar. O cachorro dela salta para pegar as chaves e as traz de volta, como ele havia feito anteriormente com sua bola de busca. Hughie inicia o iate e tenta convencer Rae a ser amigo dele. Rae aceita, tentando ganhar sua confiança. Depois de um tempo, ela volta para a sala do radar para entrar em contato com John. Um pontinho aparece na borda do alcance do radar, significando o barco danificado. Ela logo descobre que está longe demais e afundará nas próximas horas. Com John incapaz de vir em seu socorro, Rae garante ao marido que ela voltará para ele. O sinal de rádio de John cai de Rae ter a chance de dizer a ele que ela o ama. Incapaz de fazer mais contato com ele, Rae quebra e chora.
Hughie desce para ver Rae soluçando e se dirige para acalmá-la. Rae formula um plano para seduzir Hughie e ganhar sua confiança por tempo suficiente para ela chegar à espingarda no convés. Ela e Hughie começam a se beijar e se despir no chão. Rae para por um tempo dizendo que ela tem que ir ao banheiro. Ela corre no convés para montar a espingarda, mas Ben, o cachorro, a segue. Antes que ela tenha a chance de carregar a arma, o cachorro começa a latir, fazendo Hughie ir investigar. Em pânico, Rae deixa a arma para trás e leva os cigarros com ela como desculpa por estar no convés. Ela diminui a suspeita beijando-o e levando-o para o quarto onde ela se despe e faz amor. Mais tarde, Rae toma um pouco de limonada e coloca uma dose pesada de seus sedativos prescritos na bebida de Hughie depois de perceber a garrafa no balcão. Alegando ir se vestir, Rae volta para a espingarda e é descoberta logo depois. Quando uma tempestade feroz se aproxima, Rae e Hughie começam a brigar. Hughie segura a espingarda, mas os efeitos do sedativo fazem com que ele mire mal e atire no rádio por engano. Rae finalmente pega uma arma de arpão e se tranca no quarto. Quando a porta se abre, ela dispara um arpão. Ela a abre, apenas para descobrir que ela matou seu cachorro. Hughie sai do esconderijo para estrangulá-la, mas desmaia com as drogas. Rae amarra-o e navega de volta para resgatar John. Hughie chega e se liberta com um pedaço de espelho quebrado, mas depois de ir para Rae, ela atira no ombro dele com um arpão e o deixa inconsciente. Ela então o coloca à deriva no bote salva-vidas do barco e continua a procurar o marido.
Enquanto isso, os danos e a tempestade fizeram o outro barco afundar quase completamente. A tempestade se intensifica e quebra o mastro principal do barco, prendendo John abaixo do convés. A água sobe e, eventualmente, ele fica submerso na cabeça, capaz de respirar apenas através de um pedaço de cano que leva ao convés. O único caminho que ele pode seguir é descer no casco do barco, em busca de uma abertura. Ele dá um último suspiro no tubo e mergulha. Através de um buraco no fundo do barco, John volta à superfície. Ele incendeia os destroços para sinalizar sua localização para Rae, que agora está desesperada para encontrá-lo. O crepúsculo começa quando Rae percebe as chamas e segue o caminho para o fogo fraco no horizonte. Sem meios de sinalizar para sua esposa, tudo o que John pode fazer é esperar em um pedaço de entulho flutuante. Depois que a noite cai, o casal se reúne quando Rae chega e puxa John a bordo.
Mais tarde, eles encontram o bote salva-vidas e Rae atira com um sinalizador, incendiando-o. No dia seguinte, eles estão relaxando no convés quando John faz uma pausa na lavagem do cabelo de Rae para preparar o café da manhã para ela. Seus olhos se fecham, Rae sente um par de mãos começar a massagear seu couro cabeludo e assume que é John, mas quando ela abre os olhos, vê que se trata de Hughie, que começa a estrangulá-la. Enquanto Rae luta, John chega do convés. Vendo Rae sendo atacada, John atira na boca de Hughie com uma arma de sinalização, matando-o instantaneamente.[carece de fontes?]

## Elenco principal
- Nicole Kidman como Rae Ingram
- Sam Neill como capitão John Ingram da Marinha Real Australiana
- Billy Zane como Hughie Warriner[7]
- Rod Mullinar
- Joshua Tilden
- George Shevtsov
- Michael Long
- Lisa Collins
- Paula Hudson-Brinkley
- Sharon Cook
- Malinda Rutter

## Produção
O filme é baseado no romance Dead Calm, de Charles Williams, do qual Orson Welles começou a filmar uma adaptação estrelada por Jeanne Moreau e Laurence Harvey, intitulada The Deep no final da década de 1960, mas nunca concluída. O produtor Tony Bill tentou comprar os direitos de Welles, mas nunca teve sucesso. Ele mencionou isso a Phil Noyce, dando-lhe uma cópia do livro em 1984. Noyce gostou do livro e mostrou-o a George Miller e Terry Hayes, que estavam entusiasmados. Miller conseguiu convencer Oja Kodar, companheiro de Welles que controlava os direitos do romance, a vender o livro para Kennedy Miller.
Além de nomes de personagens e o cenário de uma mulher presa em um barco com um psicopata, o filme tem pouca semelhança com o livro, que tinha vários outros personagens principais (incluindo a esposa de Hughie e outro casal), e apresentou Hughie como um nominalmente assexual.
Foi filmado durante 14 semanas nas Ilhas Whitsunday, em Queensland, no inverno de 1987. George Miller dirigiu algumas seqüências, incluindo uma em que o personagem de Sam Neill é atormentado no barco por um tubarão. Essa cena acabou sendo retirada do filme final. A sequência em que John mata Hughie com uma pistola de sinalização foi filmada a pedido da Warner Bros. sete meses após o término da filmagem principal. Como foi escrito, o filme terminou originalmente com Rae colocando Hughie à deriva em um bote salva-vidas para ostensivamente morrer no mar; o estúdio estava descontente com essa ambiguidade e queria um destino definitivo para o antagonista do filme.

## Recepção

### Crítica
No consenso do agregador de críticas Rotten Tomatoes diz que a "intensidade" de Nicole Kidman e a direção de Phillip Noyce "dão a este suspense náutico uma inquietante sensação de pavor." Na pontuação onde a equipe do site categoriza as opiniões da grande mídia e da mídia independente apenas como positivas ou negativas, o filme tem um índice de aprovação de 83% calculado com base em 30 comentários dos críticos. Por comparação, com as mesmas opiniões sendo calculadas usando uma média aritmética ponderada, a nota alcançada é 7,5/10.
Segundo a Variety, Kidman é "excelente por toda parte, [...] dando a personagem Rae verdadeira tenacidade e energia"; e o filme é "generosamente produzido e inventivamente dirigido". Roger Ebert, do Chicago Sun-Times, escreveu que o filme "gera tensão genuína". Desson Howe, do The Washington Post, elogiou os criadores do filme: "A direção de Noyce se move de maneira impressionante, da ternura sensual (entre marido e mulher) para o horror que se aproxima. Com edição realizada por Richard Francis-Bruce e música de Graeme Revell, ele encontra perigos ocultos em águas calmas e pacíficas".
Vários críticos acusaram o final do filme de ser exagerado, como escreveu Desson Howe no Washington Post "... enquanto está flutuando, 'Dead Calm' é um majestoso cruzeiro de terror. ... Para grande parte do filme, você está encantado. No final, você está rindo".
A atuação foi geralmente considerada excelente, com Desson Howe descrevendo Zane por injetar humanidade inesquecível e maldade no seu papel e ser "adequadamente maníaco e mal". E enquanto Rita Kempley, do The Washington Post, escreveu "o mais fascinante é o lugar de Rae no panteão de heroínas, uma Amazona para os anos 90".  Caryn James, do The New York Times, chamou a personagem de Kidman de "dura, mas estúpida".
O filme está listado na lista dos 1000 melhores filmes do New York Times, derivado do guia do editor Peter M. Nichols, The New York Times Guide to the Best 1,000 Movies Ever Made (St. Martin's Griffin, 2004).
Foi parcialmente a inspiração para o filme em 1993, em língua hindi Darr.

### Bilheteria
Dead Calm arrecadou US$2,444,407 nas bilheterias da Austrália, o que equivale a US$4,253,268 em dólares de 2009. Ele arrecadou US$7,825,009 nos EUA.